# Lucie Nguyen Tan
Lucie Nguyen Tan (* 30. Mai 2003) ist eine französische Tennisspielerin.

## Karriere
Nguyen Tan spielt vorrangig Turniere der ITF Women’s World Tennis Tour, wo sie bislang zwei Einzel und drei Doppeltitel gewinnen konnte.
2019 erhielt sie eine Wildcard für das Juniorinneneinzel der French Open, wo sie die zweite Runde erreichte. Im Juniorinnendoppel scheiterte sie mit Partnerin Juline Fayard bereits in der ersten Runde.
2020 erhielt sie bei den French Open abermals eine Wildcard für das Juniorinneneinzel, wo sie abermals die zweite Runde erreichte. Im Juniorinnendoppel erreichte sie mit Partnerin Anaëlle Leclercq ebenfalls die zweite Runde.
2021 scheiterte sie bei den French Open bereits in der ersten Runde des Juniorinneneinzels, im Juniorinnendoppel scheiterte sie mit Anaëlle Leclercq wiederum in der ersten Runde. In Wimbledon trat sie im Juniorinnendoppel mit der Schweizerin Sebastianna Scilipoti an, verlor aber mit dieser Partnerin ebenfalls bereits in der ersten Runde. Bei den Engie Open Saint-Gaudens 31 Occitanie 2021 erreichte sie im Damendoppel mit Partnerin Océane Babel das Viertelfinale.
2022 gewann sie im März in Amiens sowohl den Titel im Einzel als auch im Doppel zusammen mit ihrer Partnerin Océane Babel.

## Turniersiege

### Einzel
| Nr. | Datum         | Turnier | Kategorie | Belag        | Finalgegnerin  | Ergebnis |
| --- | ------------- | ------- | --------- | ------------ | -------------- | -------- |
| 1.  | 13. März 2022 | Amiens  | ITF W15+H | Sand (Halle) | Nicole Rivkin  | 6:4, 7:5 |
| 2.  | 9. Juni 2024  | Madrid  | ITF W15   | Hartplatz    | Alina Granwehr | 6:1, 6:4 |

### Doppel
| Nr. | Datum         | Turnier  | Kategorie | Belag        | Partnerin    | Finalgegnerinnen                      | Ergebnis        |
| --- | ------------- | -------- | --------- | ------------ | ------------ | ------------------------------------- | --------------- |
| 1.  | 24. Juli 2021 | Amarante | ITF W15   | Hartplatz    | Océane Babel | Priska Madelyn Nugroho Federica Rossi | 6:4, 6:2        |
| 2.  | 12. März 2022 | Amiens   | ITF W15+H | Sand (Halle) | Océane Babel | Tatiana Pieri Federica Rossi          | 6:3, 6:4        |
| 3.  | 16. März 2024 | Iraklio  | ITF W15   | Sand         | Nina Vargová | Laura Mair Sapfo Sakellaridi          | 4:6, 6:4 [11:9] |